# Wallace și Gromit: Blestemul iepurelui
Wallace și Gromit: Blestemul iepurelui (titlu original: Wallace & Gromit: The Curse of the Were-Rabbit) este un film de animație și comedie din anul 2005 produs de studioul DreamWorks Animation și Aardman Animations. A fost regizat de Steve Box și Nick Park. Vocile au fost asigurate de Helena Bonham Carter și Peter Sallis.

## Distribuție
- Peter Sallis - Wallace
- Ralph Fiennes - Lord Victor Quartermaine
- Helena Bonham Carter - Lady Campanula Tottington
- Peter Kay - Police Constable Albert Mackintosh
- Nicholas Smith - Reverend Clement Hedges
- Dicken Ashworth și Liz Smith - Mr. și Mrs. Mulch
- Edward Kelsey - Mr. Growbag
- Geraldine McEwan - Miss Thripp